# Distrito electoral de Vesta (condado de Johnson, Nebraska)
Vesta (en inglés: Vesta Precinct) es un distrito electoral ubicado en el condado de Johnson en el estado estadounidense de Nebraska. En el Censo de 2010 tenía una población de 136 habitantes y una densidad poblacional de 1,35 personas por km².

## Geografía
Vesta se encuentra ubicado en las coordenadas 40°22′22″N 96°22′00″O / 40.37278, -96.36667. Según la Oficina del Censo de los Estados Unidos, Vesta tiene una superficie total de 100.99 km², de la cual 100.88 km² corresponden a tierra firme y (0.11%) 0.11 km² es agua.

## Demografía
Según el censo de 2010, había 136 personas residiendo en Vesta. La densidad de población era de 1,35 hab./km². De los 136 habitantes, Vesta estaba compuesto por el 100% blancos, el 0% eran afroamericanos, el 0% eran amerindios, el 0% eran asiáticos, el 0% eran isleños del Pacífico, el 0% eran de otras razas y el 0% pertenecían a dos o más razas. Del total de la población el 0.74% eran hispanos o latinos de cualquier raza.